# Dom Despiciów
Dom Despiciów (serb.-chorw. Despića kuća, Деспића кућа) – zabytkowy dom w Sarajewie. Należał do serbskiej rodziny kupieckiej Despić, jednej z najbogatszych i najbardziej wpływowych w ówczesnym Sarajewie. Najstarsze fragmenty domu pochodzą z XVII wieku. Ostatecznie ukończony został w 1881 roku. Starsza część domu mieszcząca się na pierwszym piętrze utrzymana jest w charakterystycznym stylu orientalnym, po przebudowie dom częściowo nabrał austro-węgierskiego stylu architektonicznego. Obecnie budynek stanowi część Muzeum Sarajewa po przekazaniu pod koniec lat 60 XX wieku przez Pero Despicia, ostatniego potomka rodziny po jego wyjeździe do Belgii. W czasach, gdy stanowił własność rodziny Despić, często odbywały się w nim przedstawienia teatralne, przez co uznawany jest za prekursora współczesnego teatru w Sarajewie.
16 marca 2005 wpisany na listę narodowych pomników Bośni i Hercegowiny w kategorii pomnik historii.

## Galeria

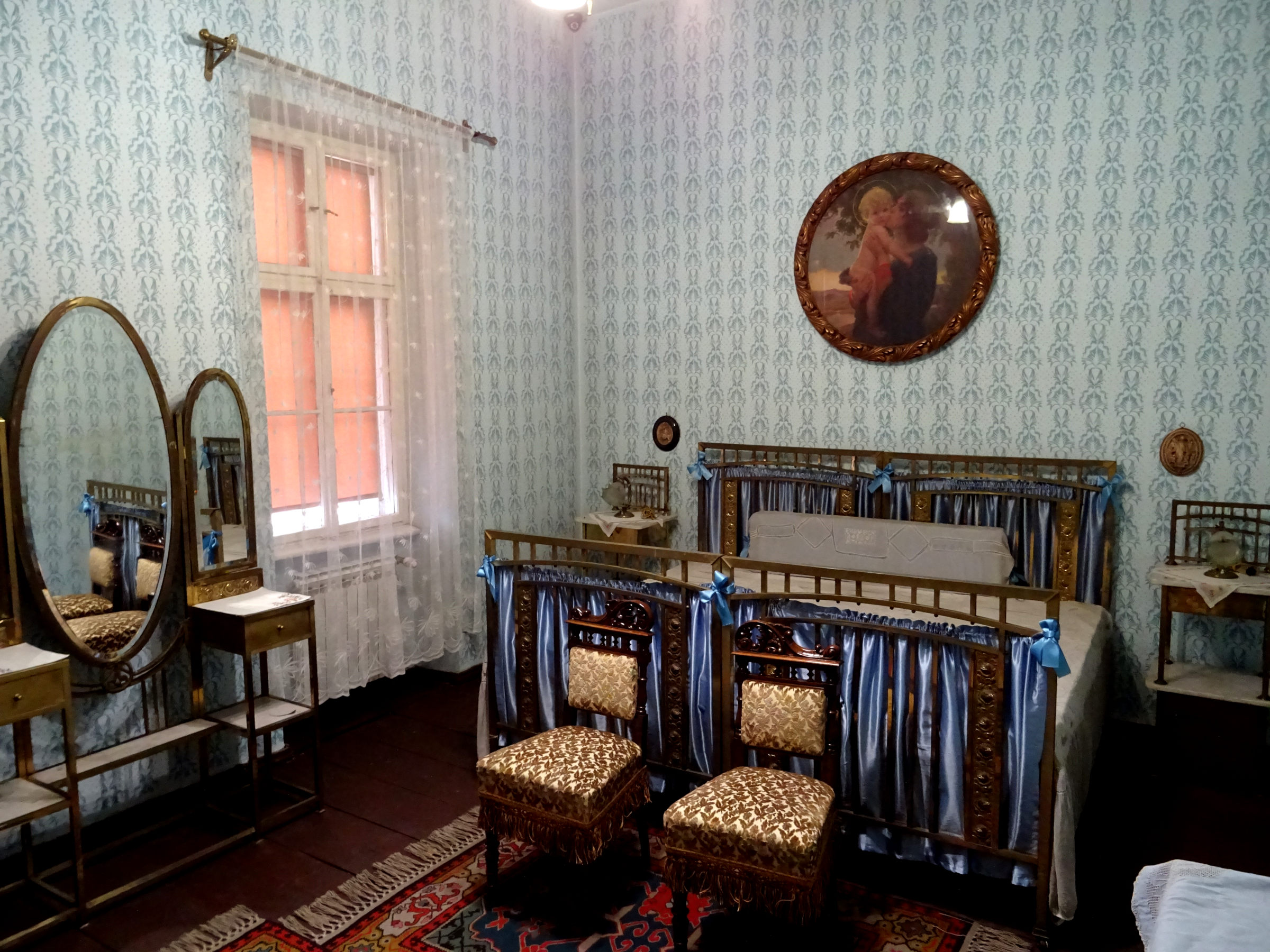
Sypialnia na pierwszym piętrze domu
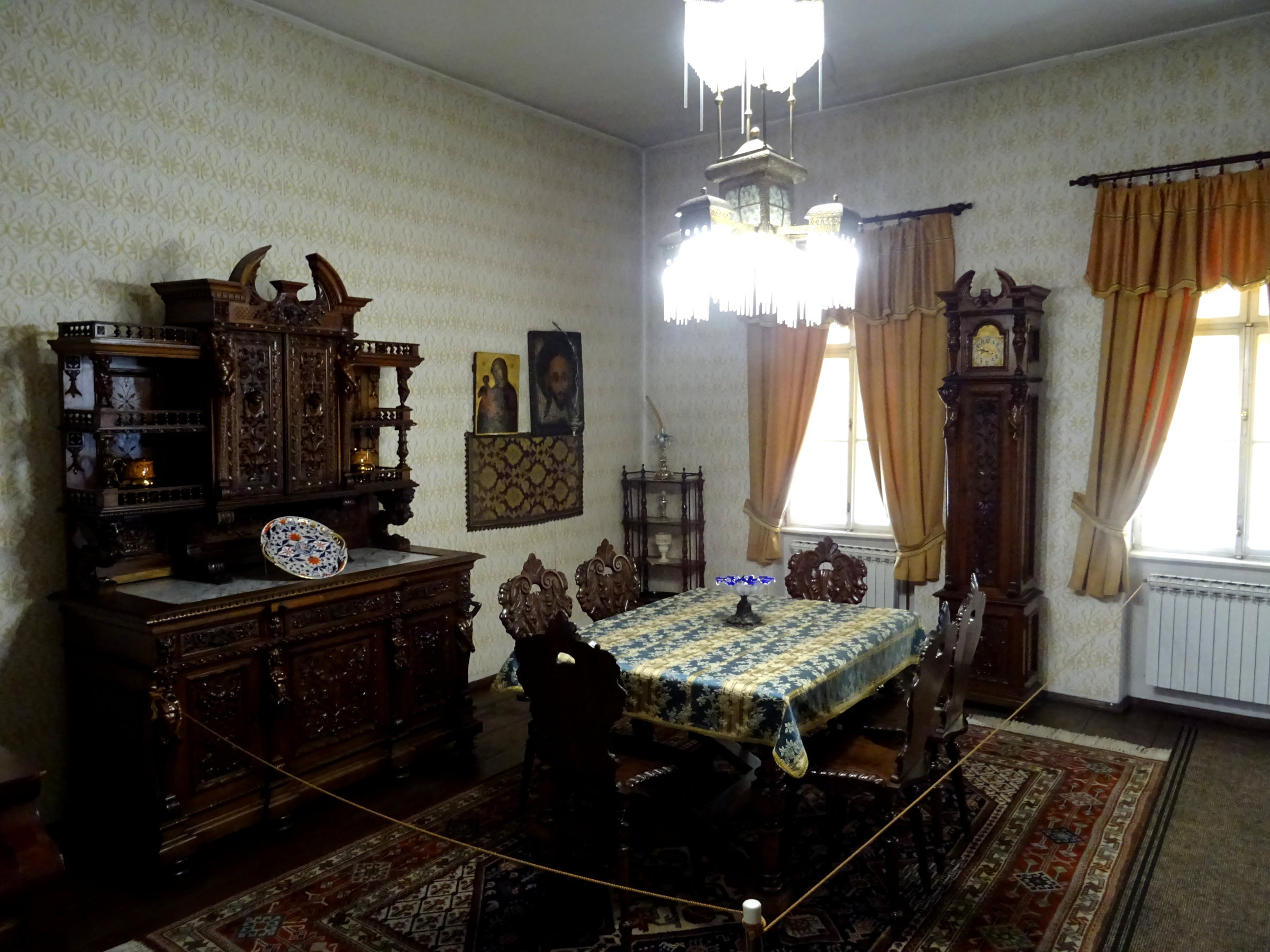
Jadalnia
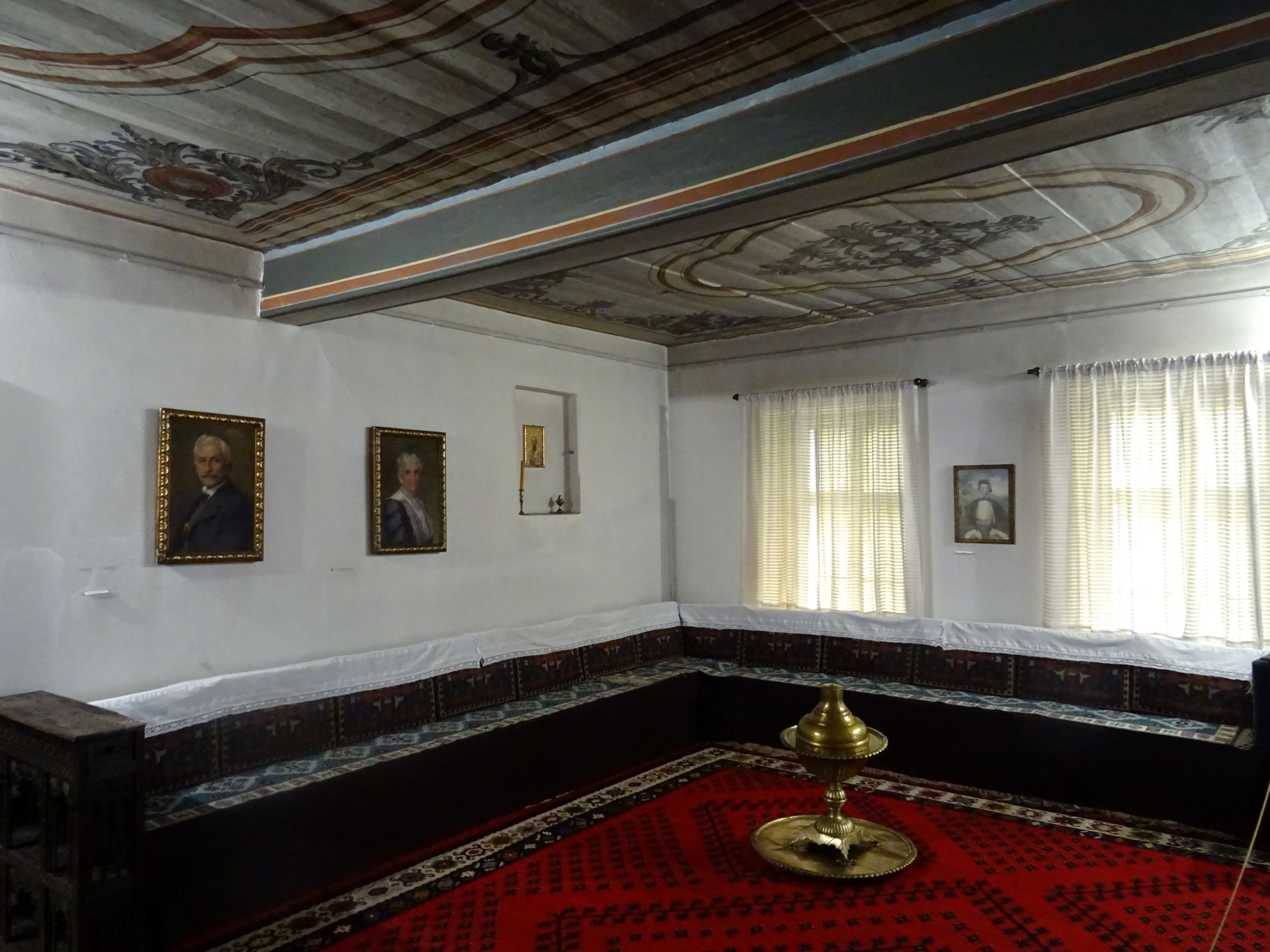
Pokój teatralny
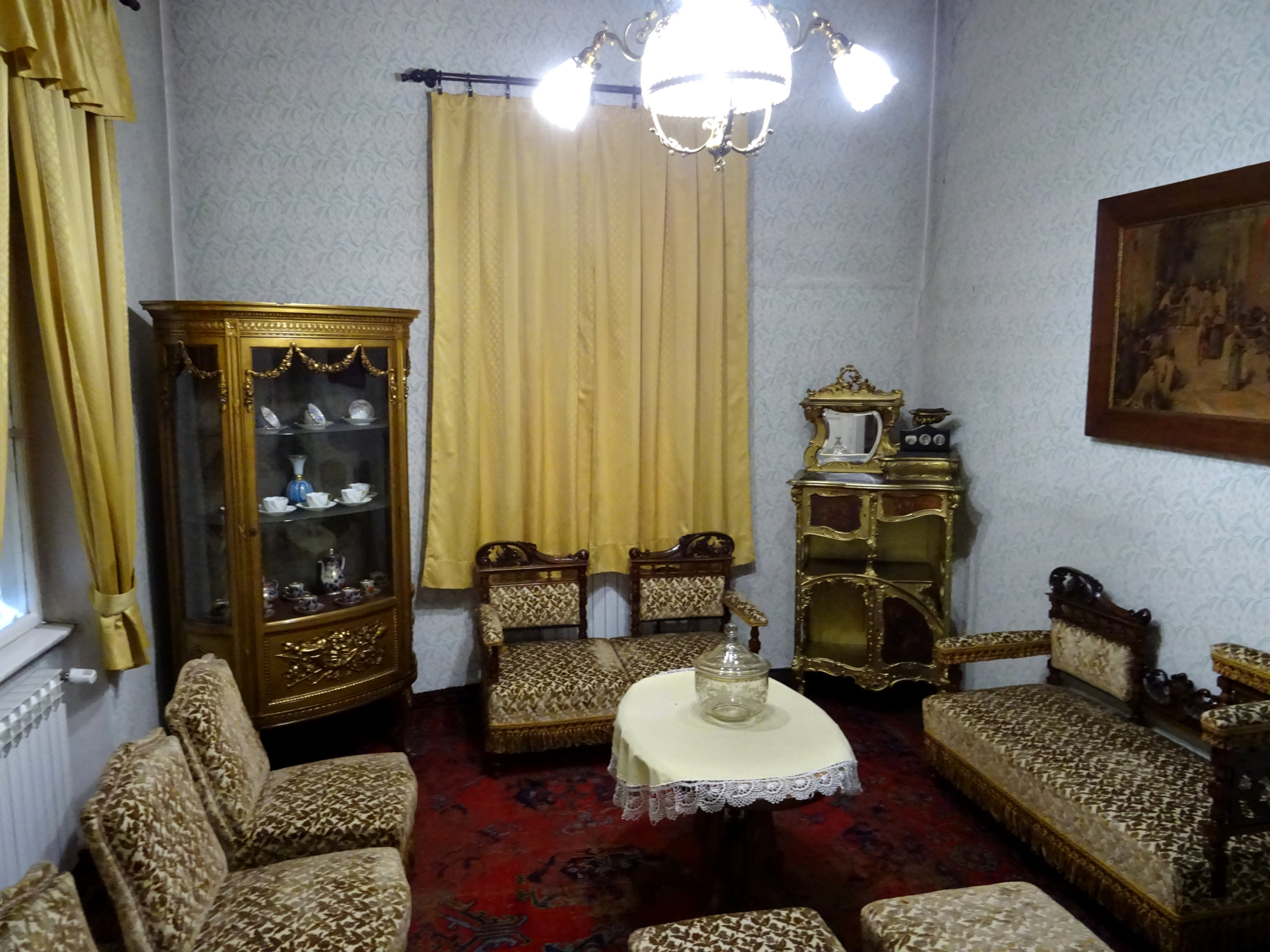
Salon
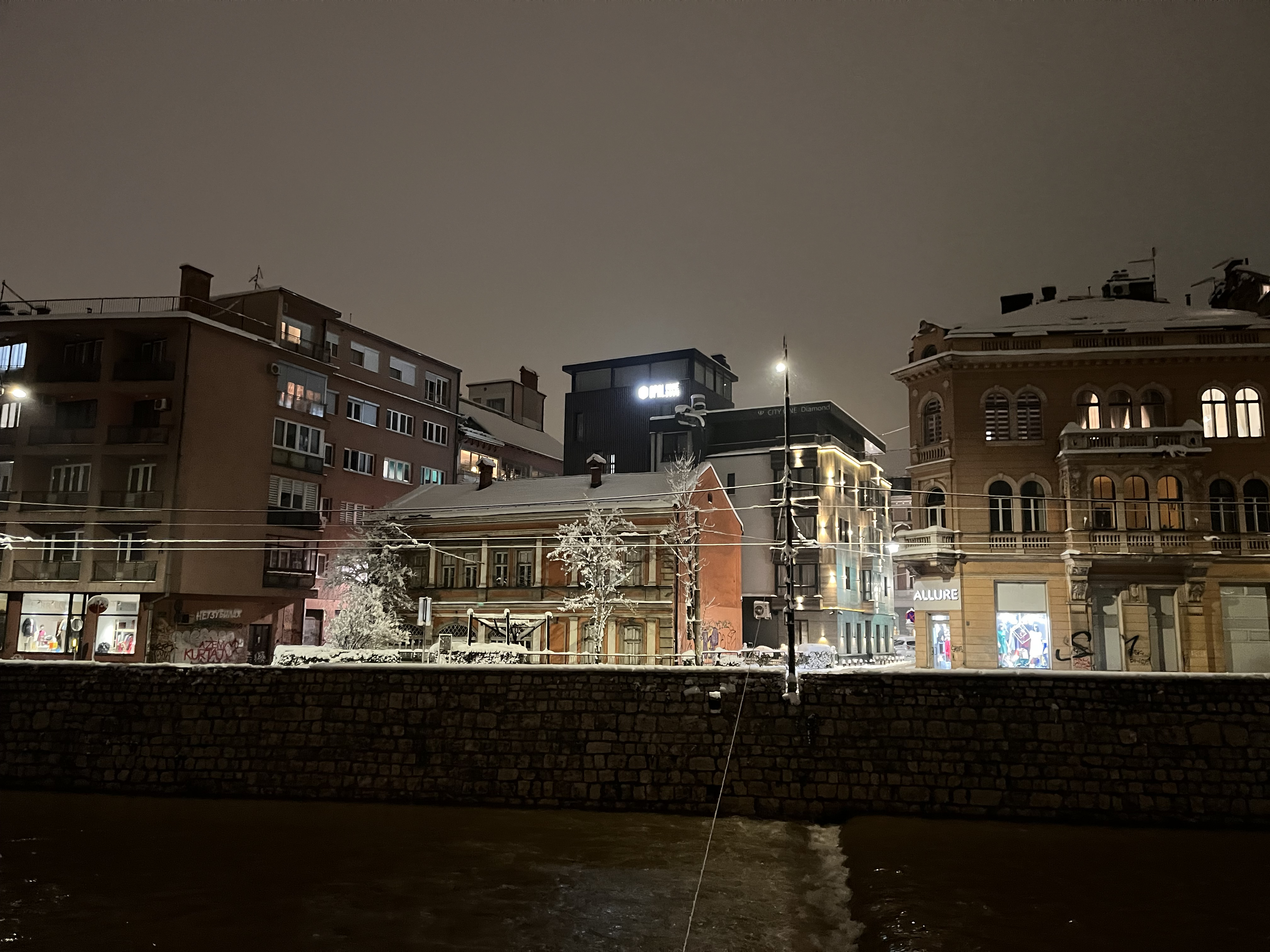
Dom z zewnątrz, widok z drugiej strony rzeki Miljacki, w pobliżu Mostu Łacińskiego